# Общество за македонорумънска култура
Общество за македонорумънска култура (на румънски: Societatea de Cultură Macedo-Română) е румънска неправителствена организация, имаща за цел поддържането на езика и културата на арумъните (македонорумъните).
Организацията е основана на 23 септември 1878 година в Румъния. Сред членовете основатели на организацията са представители на румънското духовенство – митрополит Калиник Миклеску, епископите Йосиф Георгян и Атанасие Стоенеску, политици - Димитрие Братиану, Димитрие Гика, Йон Гика, Йон Къмпиняну, Константин Порумбару, Константин А. Розети, Константин Ф. Робеску, университетски професори - Тит-Ливиу Майореску, Георге Киту, Василе Урекя, писатели - Василе Александри, Якуб Негруци, арумъни, установили се на север от Дунава - Менелас Германи, Йордаке Гога, Анастасие Бертолиану. На 15 април 1880 година румънският парламент признава организацията за юридическо лице.
Пръв председател на Обществото е митрополит Калиник Миклеску. От 1892 до 1902 организацията се ръководи от Василе Урекя, а след това до 1914 година от лекаря Леонте Анастасиевич.
Членове на Обществото са арумънският писател и публицист Николае Папахаджи от Авдела, Гревенско, арумънският търговец, архитект и общественик Георге Гюламила от Гопеш, Битолско, арумънският писател и общественик Чезар Папакостя от Маловище, Битолско, арумънският историк и поет Георге Мурну от Доляни, Берско, арумънският латинист, общественик и писател д-р Юлиу Валаори от Москополе и други.
В 1912 година, по време на Балканската война, Обществото публикува мемоар, озаглавен „Македония на македонците“, в който настоява за автономна Македония по швейцарски образец, тъй като областта е етнически многообразна – арумъни, българи, турци, албанци, гърци и прочее. Мемоарът е преиздаден по връме на Първата световна война в 1917 година в Стокхолм.
Обществото съществува до Втората световна война. След демократичните промени в 1990 година е възстановена и неин пръв председател става Атанасие Наста. В 2009 година тържествено празнува 130 години. Сред изданията на Обществото са „Македонорумънски албум“ (1880), „Екоул Мачедонией“ (1903 - 1906), „Ревиста Мачедонией“ (1905 - 1906), „Курие де Балкан“ (1904 - 1911), „Алманахул Мачедоромън“ (1992).